# Arcadia-Butternut Valley-Maple Hills
 (septembre 2024).
 (septembre 2024).
La mise en forme du texte ne suit pas les recommandations de Wikipédia : il faut le « wikifier ».
Les points d'amélioration suivants sont les cas les plus fréquents. Le détail des points à revoir est peut-être précisé sur la page de discussion.
- Les titres sont pré-formatés par le logiciel. Ils ne sont ni en capitales, ni en gras.
- Le texte ne doit pas être écrit en capitales (les noms de famille non plus), ni en gras, ni en italique, ni en « petit »…
- Le gras n'est utilisé que pour surligner le titre de l'article dans l'introduction, une seule fois.
- L'italique est rarement utilisé : mots en langue étrangère, titres d'œuvres, noms de bateaux, etc.
- Les citations ne sont pas en italique mais en corps de texte normal. Elles sont entourées par des guillemets français : « et ».
- Les listes à puces sont à éviter, des paragraphes rédigés étant largement préférés. Les tableaux sont à réserver à la présentation de données structurées (résultats, etc.).
- Les appels de note de bas de page (petits chiffres en exposant, introduits par l'outil «  Source ») sont à placer entre la fin de phrase et le point final[comme ça].
- Les liens internes (vers d'autres articles de Wikipédia) sont à choisir avec parcimonie. Créez des liens vers des articles approfondissant le sujet. Les termes génériques sans rapport avec le sujet sont à éviter, ainsi que les répétitions de liens vers un même terme.
- Les liens externes sont à placer uniquement dans une section « Liens externes », à la fin de l'article. Ces liens sont à choisir avec parcimonie suivant les règles définies. Si un lien sert de source à l'article, son insertion dans le texte est à faire par les notes de bas de page.
- La présentation des références doit suivre les conventions bibliographiques. Il est recommandé d'utiliser les modèles {{Ouvrage}}, {{Chapitre}}, {{Article}}, {{Lien web}} et/ou {{Bibliographie}}. Le mode d'édition visuel peut mettre en forme automatiquement les références.
- Insérer une infobox (cadre d'informations à droite) n'est pas obligatoire pour parachever la mise en page.

Pour une aide détaillée, merci de consulter Aide:Wikification.
Si vous pensez que ces points ont été résolus, vous pouvez retirer ce bandeau et améliorer la mise en forme d'un autre article.
Arcadia-Butternut Valley-Maple Hills est une circonscription électorale provinciale pour l'Assemblée législative du Nouveau-Brunswick représentée depuis 2024. Elle fut presque entièrement créée à partir de Gagetown-Petitcodiac, avec quelques secteurs perdus au profit de Fredericton-Grand Lake et de Sussex-Three Rivers, bien que la circonscription ait récupéré de nombreuses parties rurales des districts de Moncton et des zones au nord-ouest de Sussex.

## Création de la circonscription
Elle fut créée en 2023 et est contestée pour la première fois lors des élections générales de 2024 au Nouveau-Brunswick. Comme la circonscription précédente de Gagetown-Petitcodiac, la circonscription longe la route 2 du Nouveau-Brunswick entre Oromocto et Moncton. La circonscription couvre les municipalités d'Arcadia, la moitié nord de Valley Waters, la majorité de Butternut Valley, Maple Hills et une partie du district rural de Kings, du district rural du Sud-Est, de Three Rivers et de Moncton.

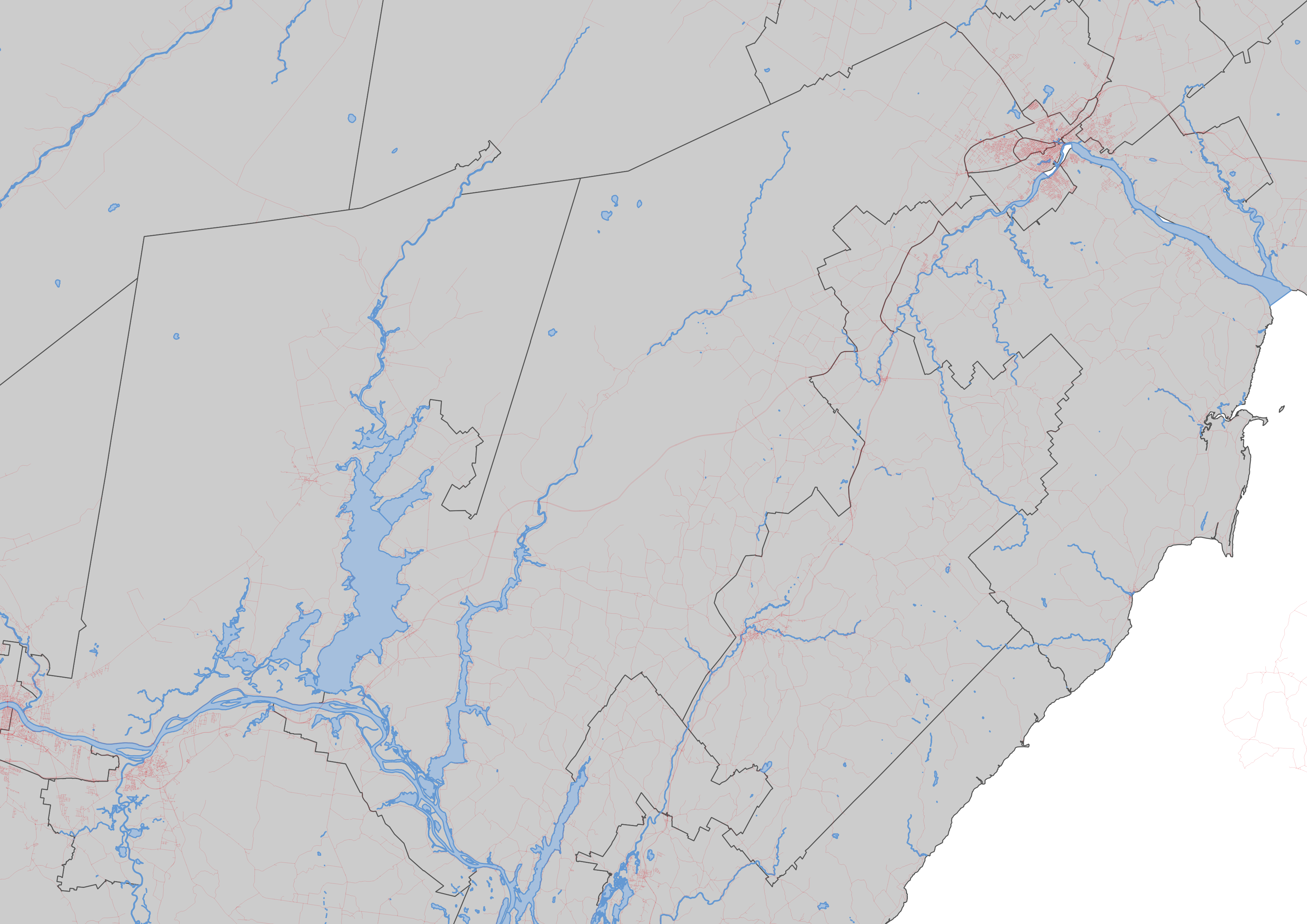
Arcadia-Butternut Valley-Maple Hills (tel qu'elle existe à partir de 2023) et les routes de la circonscription

## Membres de l'Assemblée législative
| Législature                                                                        | Années | Député | Député      | Parti                     |
| ---------------------------------------------------------------------------------- | ------ | ------ | ----------- | ------------------------- |
| Arcadia-Butternut Valley-Maple Hills Circonscription issue de Gagetown-Petitcodiac |        |        |             |                           |
| 61e                                                                                | 2024-  |        | Don Monahan | Progressiste-conservateur |